# Chrysosporium pilosum
Chrysosporium pilosum är en svampart som beskrevs av Gené, Guarro & Ulfig 1994. Chrysosporium pilosum ingår i släktet Chrysosporium och familjen Onygenaceae.   Inga underarter finns listade i Catalogue of Life.